# 幸町 (臺北市)

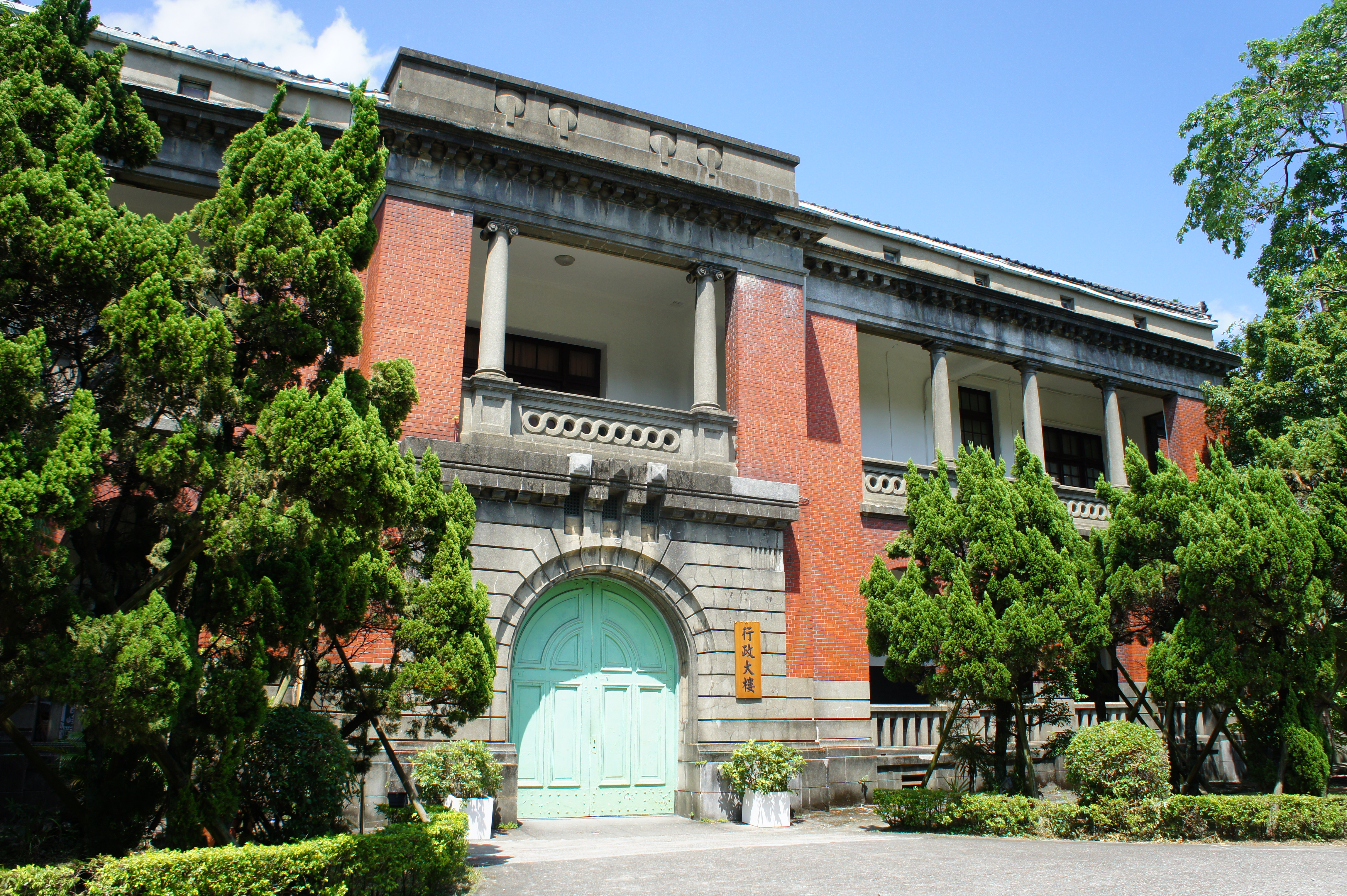
古蹟臺北高等商業學校

幸町為臺灣日治時期臺北市之行政區，位於三板橋樺山町之南，為日人居住地區。該區政府機構林立，也有著名的幸町教會。戰後劃入城中區，範圍約今臺北市中正區之濟南路，青島東路，徐州路，臨沂街附近。

## 町內設施
- 中央研究所（現教育部）
- 幸町教會（現濟南基督長老教會）
- 台北第二高等女學校（現立法院）
- 七星郡役所（現立法院青島第二會館）
- 開南工業學校（現開南商工）
- 台北第二中學校（現成功中學）
- 台北商業學校（現國立臺北商業大學）
- 台北高等商業學校（現國立臺灣大學，曾作為法商學院、社會科學院使用）
- 幸町市場（現幸安市場）
- 幸町職務官舍群